# Aarón Gordián
Aarón Gordián Martínez (Ciudad de México, 4 de mayo de 1964) es un deportista mexicano que compitió en atletismo adaptado. Ganó dos medallas en los Juegos Paralímpicos de Verano, bronce en Seúl 1988 y plata en Atenas 2004.

## Palmarés internacional
| Juegos Paralímpicos | Juegos Paralímpicos  | Juegos Paralímpicos | Juegos Paralímpicos |
| Año                 | Lugar                | Medalla             | Prueba              |
| ------------------- | -------------------- | ------------------- | ------------------- |
| 1988                | Seúl (Corea del Sur) | Medalla de bronce   | 200 m 4             |
| 2004                | Atenas (Grecia)      | Medalla de plata    | 5000 m T54          |